# Arthur Jauniaux
Arthur Désiré François Jauniaux (Haine-Saint-Paul, 4 oktober 1883 - Overijse, 22 september 1949) was een Belgisch senator.

## Levensloop
Leraar van beroep, werd Jauniaux secretaris-generaal van de Centrale voor Arbeidersopvoeding.
In zijn jeugd was hij lid van de  Socialistische Jonge Wacht. In 1912 werd hij secretaris van de Federatie van socialistische ziekenbonden van het Centrum (Henegouwen). Vanaf 1913 was hij voorzitter van de Nationale Unie van de federaties van socialistische ziekenkassen. In 1927 nam hij het initiatief voor een samenkomst in Brussel waarop een internationale federatie van nationale verenigingen van socialistische ziekenkassen werd gesticht, uitgegroeid tot de Internationale Federatie van Sociale Zekerheid. Hij was er voorzitter van, van 1931 tot 1933 en van 1947 tot aan zijn dood. 
In 1922 stichtte hij, samen met Marie Spaak-Janson de vereniging Socialistische Vooruitziende Vrouwen.
Tijdens het Interbellum behoorde hij tot de redactie van De Belgische Vakbeweging - Le mouvenment syndicaliste belge, het officiële mededelingenblad van de Syndikale Commissie van de BWP. 
In 1925 werd hij socialistisch gecoöpteerd senator en bleef dit tot aan zijn dood. Hij werd algemeen beschouwd als een belangrijk theoreticus van de socialistische mutualiteiten en van de sociale voorzorg.
Hij was ook lid van de raad van bestuur van de ULB.

## Eerbetoon
- In Leuven bestond een Socialistische Wijkclub Arthur Jauniaux.
- In Ottignies was er een Centre médical Arthur Jauniaux.
- De socialistische ziekenfondsen reiken een Driejaarlijke Prijs Arthur Jauniaux uit.
- Er is een Rue Arthur Jauniaux in Maisière.

## Publicaties
- Militarisme et socialisme, Gent, 1910.
- Le contrat de travail. Hier - aujourd'hui - demain, Gent, 1910.
- Quelques mots aux élèves des écoles industrielles et professionelles, Gent, 1912.
- Dix-huit leçons d'économie industrielle et commerciale, Gent, 1912.
- La question mutualiste en Belgique, Gent, 1914.
- Manuel des école socialistes, Gent, deel I, 1920, deel II, 1921.
- L'évolution et les conquêtes de la mutualité en Belgique, Brussel, 1923.
- De vervormingen en de verovering des socialistische mutualiteit, De Wilde Roos, 1924.
- Les assurances sociales, Brussel, 1925.
- La nouvelle loi générale des pensions de vieillesse, Brussel, 1925.
- L'organisation rationnelle de l'assurance-maladie, -invalidité et -maternité, Brussel, 1928.
- Cent années de mutualité en Belgique, Brussel, 1930.
- Les mutualités syndicales et socialistes et les assurances sociales, Brussel, 1938.
- Commentaires et applications de la loi sur les pensions de vieillesse et les pensions de veuves, Brussel, 1938.